# Garnett Adrain

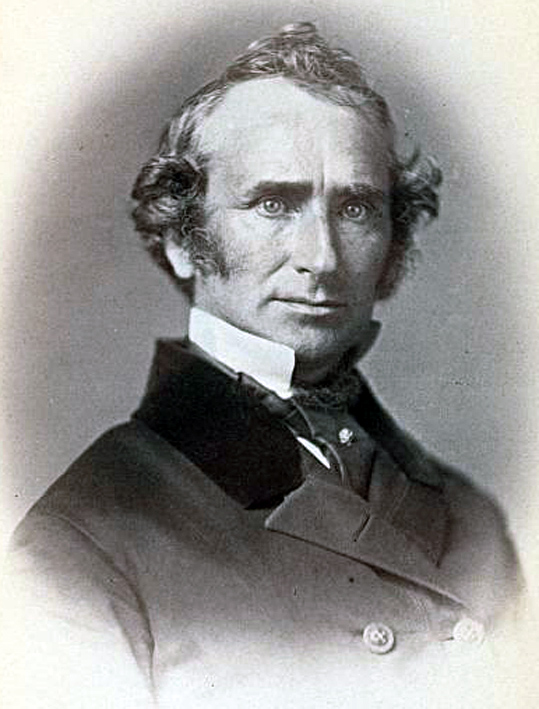
Garnett Adrain (1859)

Garnett Bowditch Adrain (* 15. Dezember 1815 in New York City; † 17. August 1878 in New Brunswick, New Jersey) war ein US-amerikanischer Politiker. Zwischen 1857 und 1861 vertrat er den Bundesstaat New Jersey im US-Repräsentantenhaus.

## Werdegang
Garnett Adrain, der Sohn von Robert Adrain, besuchte die öffentlichen Schulen in New Brunswick, wohin er in seiner Kindheit mit seinen Eltern gezogen war. Im Jahr 1833 absolvierte er das dortige Rutgers College. Nach einem anschließenden Jurastudium bei seinem Bruder und seiner 1836 erfolgten Zulassung als Rechtsanwalt begann er in New Brunswick in diesem Beruf zu arbeiten. Politisch war Adrain Mitglied der Demokratischen Partei.
Bei den Kongresswahlen des Jahres 1856 wurde er im dritten Wahlbezirk von New Jersey in das US-Repräsentantenhaus in Washington, D.C. gewählt, wo er am 4. März 1857 die Nachfolge von James Bishop antrat. Nach einer Wiederwahl konnte er bis zum 3. März 1861 zwei Legislaturperioden im Kongress absolvieren. Diese waren von den Ereignissen im unmittelbaren Vorfeld des Bürgerkrieges geprägt. Während dieser Zeit fungiere Adrain als Vorsitzender des Committee on Engraving. Er war ein entschiedener Gegner der Sezession der Südstaaten.
Im Jahr 1860 verzichtete Adrain auf eine erneute Kongresskandidatur. Nach dem Ende seiner Zeit im US-Repräsentantenhaus praktizierte er wieder als Anwalt. Er starb am 17. August 1878 in New Brunswick.